# José Casaú
José Casaú Abellán (Lorca, 14 de mayo de 1889 - Cartagena, 20 de febrero de 1973) fue un empresario de teatro, fotógrafo y reportero gráfico español, destacado por su actividad artística en la ciudad de Cartagena durante las primeras décadas del siglo XX.

## Biografía
José Casaú nació en 1889 en el barrio lorquino de San Cristóbal, aunque teniendo pocos meses se trasladó a Cartagena junto a su familia, de extracción humilde. Con una formación mínima, pronto se desempeñó en un sinfín de trabajos de esfuerzo físico, hasta que pasa a dedicarse a la venta de tarjetas postales en 1910. Pronto empieza a tomar fotografías para producir sus propias series de postales, y es en esta época cuando empieza también a hacer aportes a la prensa nacional y extranjera.

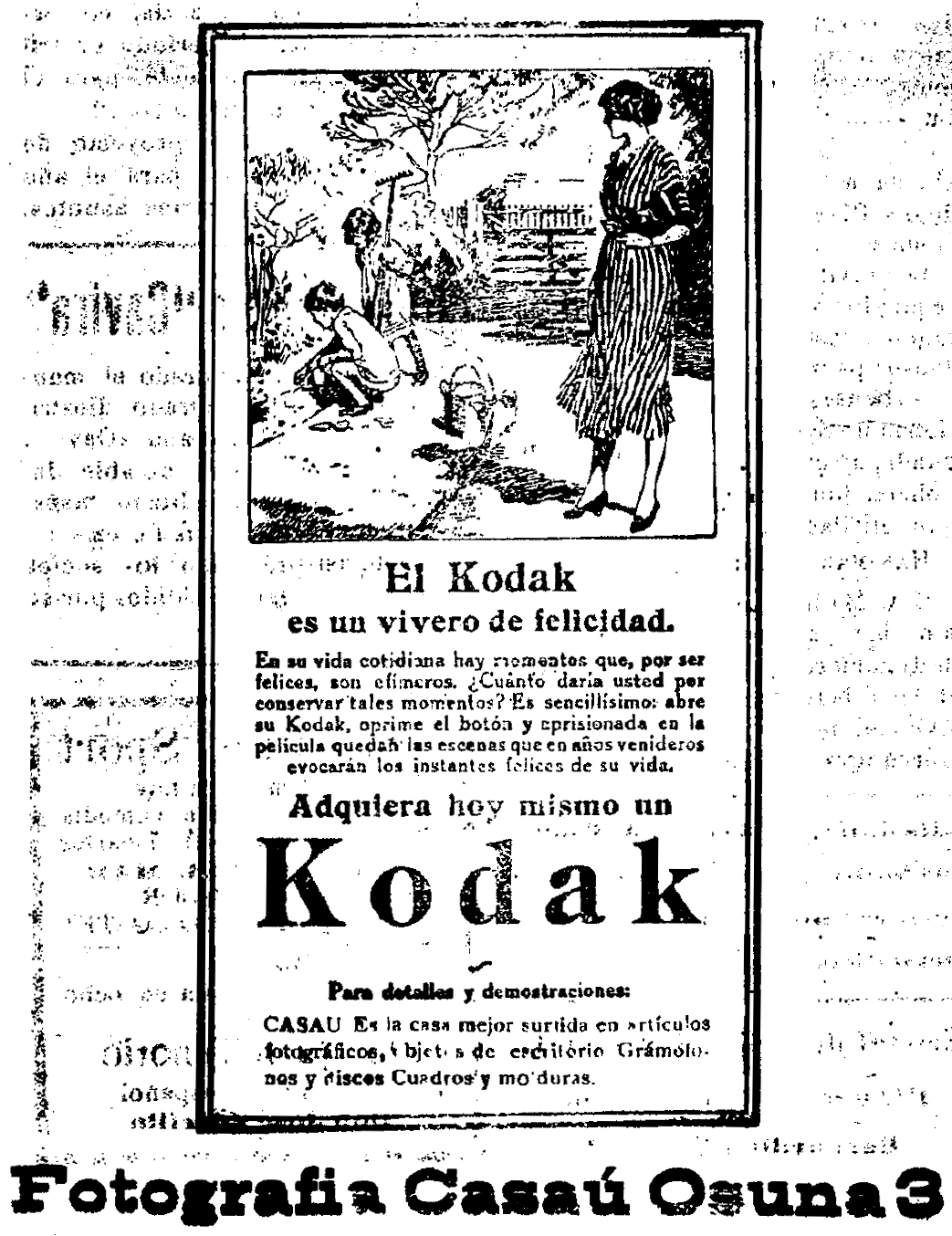
Anuncio de productos de Kodak en el periódico El Porvenir en 1927, a nombre del estudio de Casaú.

En 1911 abre su propia tienda-estudio en la calle Osuna –actual calle del Cañón–, y al año siguiente es contratado como corresponsal gráfico por el periódico ABC, además de las revistas La Unión Ilustrada y Blanco y Negro. Casaú se especializó en la fotografía a grupos y paisajes urbanos, aunque su obra tocó asimismo el reportaje social, el desnudo femenino y sobre todo el retrato de estudio. En 1928 traslada su taller a la calle Mayor, en un local diseñado para él por el arquitecto Víctor Beltrí, desde el que formará a varias generaciones de fotógrafos de la ciudad.
Entrado el periodo republicano, participa en 1932 en las comisiones auspiciadas por los comerciantes de Cartagena, por las que a través de reuniones entre cofrades, representantes de la elite cultural y dirigentes políticos, se acordó que seguirían celebrándose procesiones durante la Semana Santa, en las que participaba como miembro de la cofradía marraja. Durante la guerra civil, su testimonio gráfico es de los pocos que sobrevivió acerca de la vida cotidiana durante la contienda en la Región de Murcia, y el único en Cartagena junto al de Juan Sáez Tornell.
Con la instauración de la dictadura franquista, se adapta junto a su negocio a los nuevos tiempos, ofertando fotografías de Francisco Franco y José Antonio Primo de Rivera, si bien las autoridades llegaron a sancionarle en virtud del delito de «acaparamiento, retención de productos fabricados y elevación abusiva de precios». Abandona progresivamente la labor fotográfica, y desde entonces se ocupa como empresario teatral, taurino y deportivo –llegando a presidir el Cartagena Fútbol Club–, y promoviendo en 1966 la erección de un monumento al compositor Antonio Álvarez Alonso.

## Legado
El archivo de su estudio, consistente en torno a 11 000 fotografías, fue adquirido en 2001-2002 por el Archivo General de la Región de Murcia, siendo una de las dotaciones fundacionales del Centro Histórico Fotográfico de la Región de Murcia. No comprende sin embargo la totalidad de su obra, pues mucho de su material se perdió en dos inundaciones que sufrió su taller, y el que se conserva está mezclado con las placas de negativos de otros profesionales anteriores, que Casaú compraba o heredaba.